# Colleen Barrett

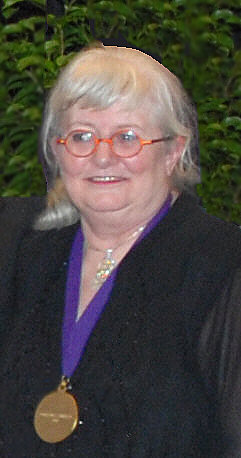
Colleen Barrett (2007)

Colleen Barrett (* 14. September 1944 in Bellows Falls, Vermont; † 8. Mai 2024) war Präsidentin der Fluggesellschaft Southwest Airlines. Sie arbeitete seit 1978 in unterschiedlichen Positionen für Southwest, von 2001 bis 2008 als Präsidentin. Zwischen 2004 und 2007 galt sie als eine der einflussreichsten Frauen in der US-amerikanischen Wirtschaft. Barrett war geschiedene Mutter eines Sohnes.